# 半脊荠
半脊荠（学名：Hemilophia pulchella），为十字花科下的一个植物变种。